# Абраменко Олександр Володимирович
Олекса́ндр Володи́мирович Абра́менко (4 травня 1988, Первомайський, Харківська область) — український фристайліст, заслужений майстер спорту України, фахівець із лижної акробатики, олімпійський чемпіон 2018 року. Володар малого Кришталевого глобуса з лижної акробатики сезону 2015–16. Срібний призер Чемпіонату Світу 2019 року. Срібний призер Зимових Олімпійських ігор 2022.

## Біографія
Народився 4 травня 1988 року у місті Первомайський на Харківщині в сім'ї військового. Батько Володимир Миколайович, мати Ірина Анатоліївна. Після того, як Володимир Миколайович закінчив Полтавське зенітно-ракетне військове училище, родина перебралася до м. Миколаєва. Олександр почав тренуватись у 10 років, перший стрибок з трампліна виконав у віці 12 років. Вихованець заслуженого тренера України Юрія Кобельника з Миколаєва. У збірній команді України тренується під керівництвом Енвера Аблаєва з Мукачева.
Закінчив Національний університет кораблебудування ім. Макарова (м. Миколаїв).
Перший в Україні переможець Кубка світу в лижній акробатиці, який отримав 2016 року. Влітку 2016-го отримав травму на тренувальному водному трампліні. Були пошкоджені хрестоподібна і бічна зв'язки, а також меніск.
Посів друге місце на етапі Кубку світу в Лейк-Плесіді. У загальному заліку Кубку світу посів шосте місце.
18 лютого 2018 року здобув золоту медаль і став першим олімпійським чемпіоном з фристайлу у складі збірної України. У суперфіналі змагань з лижної акробатики Олександр виконав стрибок Back Full-Full-Double Full і набрав найкращу суму балів — 128,51, випередивши представників збірної Китаю Цзя Цзун'яна та олімпійського спортсмена з Росії — Іллю Бурова.
За підсумками 2018 року отримав нагороду «Герої спортивного року», ставши найкращим спортсменом року в Україні.
У наступному сезоні після Олімпіади в 2019 році, Олександр підтверджує свою майстерність на Чемпіонаті Світу в США, де став віцечемпіоном.
4 лютого 2022 року відбулася урочиста церемонія відкриття Олімпійських ігор у Пекіні, де Олександр разом із фігуристкою Олександрою Назаровою був прапороносцем збірної України. 10 лютого Абраменко мав виступати у змаганнях змішаних команд, але через позитивний тест на коронавірус у Анастасії Новосад, Олександра Окіпнюка та Дмитра Котовського, українська команда не мала достатньої кількості здорових спортсменів. 15 лютого відбулася кваліфікація особистих змагань. У першому стрибку отримав оцінку 120.36, кваліфікувавшись із п'ятого місця у фінал. У фіналі за перший стрибок отримав четверту оцінку (123.53), а за другий — дев'яту (113.57), кваліфікувавшись у суперфінал із п'ятим кращим результатом двох спроб. Фінальний стрибок (Back Double Full-Full-Double Full), який виконував спортсмен, мав найбільшу сткладність (5.000), але Абраменко допустив невелику помилку при приземленні, отримавши оцінку 116.50. Із п'яти фристайлістів, що виконали цей стрибок у фіналі, лише Ці Гуанпу зумів виконати його чисто, ставши олімпійським чемпіоном, а Олександр зі своїм результатом став срібним призером змагань. Олександр Абраменком став першим українським олімпійцем, який здобував медалі на двох зимніх Олімпійських іграх.
У квітні 2022 року, Олександр Абраменко разом з друзями створив платформу, через яку можна донатами підтримати миколаївських волонтерів. 24 жовтня 2024 року Олександр Абраменко оголосив про завершення кар'єри 

## Олімпійські ігри
Виступи на Олімпійських іграх
| Рік  | Місце проведення | Дисципліна | Результат |
| ---- | ---------------- | ---------- | --------- |
| 2006 | Турин, Італія    | акробатика | 27        |
| 2010 | Ванкувер, Канада | акробатика | 24        |
| 2014 | Сочі, Росія      | акробатика | 6         |
| 2018 | Пхьончхан, Корея | акробатика | 1         |
| 2022 | Пекін, Китай     | акробатика | 2         |

## Чемпіонат світу
Виступи на чемпіонатах світу:
| Рік  | Місце проведення             | Результат |
| ---- | ---------------------------- | --------- |
| 2005 | Рука, Фінляндія              | 25        |
| 2007 | Мадонна-ді-Кампільйо, Італія | 16        |
| 2009 | Інавасіро, Японія            | 5         |
| 2011 | Дір-Веллі, США               | 7         |
| 2013 | Восс, Норвегія               | 6         |
| 2015 | Шенберг-Лахталь, Австрія     | 10        |
| 2019 | Юта, США                     | 2         |

## Кубок світу
Подіуми на етапах кубків світу:
| Сезон   | Місце проведення | Результат |
| ------- | ---------------- | --------- |
| 2011–12 | Мінськ, Білорусь | 2         |
| 2011–12 | Восс, Норвегія   | 3         |
| 2014–15 | Дір-Веллі, США   | 3         |
| 2014–15 | Мінськ, Білорусь | 1         |
| 2015–16 | Пекін, Китай     | 3         |
| 2015–16 | Дір-Веллі, США   | 3         |
| 2015–16 | Дір-Веллі, США   | 2         |
| 2017–18 | Лейк-Плесід, США | 2         |

Підсумкові результати по кожному сезону:
| Сезон   | Акробатика | Загальний залік |
| ------- | ---------- | --------------- |
| 2005–06 | 48         | 177             |
| 2006–07 | 25         | 74              |
| 2007–08 | 15         | 48              |
| 2008–09 | 9          | 28              |
| 2009–10 | 30         | 84              |
| 2010–11 | 8          | 20              |
| 2011–12 | 7          | 20              |
| 2012–13 | 11         | 38              |
| 2013–14 | 12         | 43              |
| 2014–15 | 6          | 21              |
| 2015–16 | 1          | 5               |
| 2016–17 | —          | —               |
| 2017–18 | 6          | 31              |

## Особисте життя
В 2015 році одружився з фристайлісткою Ольгою Волковою — першою українською медалісткою світової першості. Але через рік сім'я розпалася, ними було прийнято рішення розлучитися. 2018-го ЗМІ повідомляли, що Олександр зустрічається з російською фристайлісткою Олександрою Орловою. В цьому ж році Олександр зробив пропозицію своїй коханій та вони розписалися. Хресний батько дочки білоруського фристайліста Максима Густика.

## Нагорода
- Орден «За заслуги» II ст. (23 серпня 2022) — за значні заслуги у зміцненні української державності, мужність і самовідданість, виявлені у захисті суверенітету та територіальної цілісності України, вагомий особистий внесок у розвиток різних сфер суспільного життя, відстоювання національних інтересів нашої держави, сумлінне виконання професійного обов'язку.[24]
- Орден «За заслуги» III ст. (28 лютого 2018) — за досягнення високих спортивних результатів на XXIII зимових Олімпійських іграх 2018 року у місті Пхьончхані (Південна Корея), виявлені самовідданість та волю до перемоги, утвердження міжнародного авторитету України[25][26].